# Le Fresne-sur-Loire
Le Fresne-sur-Loire (bretonisch: Runonn; Gallo: Le Fresnn) ist eine ehemalige französische Gemeinde  mit 991 Einwohnern (Stand: 1. Januar 2022) im Département Maine-et-Loire (bis 2015: Département Loire-Atlantique) in der Region Pays de la Loire. Sie gehörte zum Arrondissement Angers (bis 2015: Arrondissement Ancenis). Die Einwohner werden Fresnois und Fresnoises genannt.
Der Erlass der Präfektin vom 31. Dezember 2015 legte mit Wirkung zum 1. Januar 2016 die Eingliederung von Le Fresne-sur-Loire als Commune déléguée zusammen mit der früheren Gemeinde Ingrandes zur neuen Commune nouvelle Ingrandes-Le Fresne sur Loire fest.

## Geografie
Le Fresne-sur-Loire liegt etwa 30 Kilometer westsüdwestlich von Angers und etwa 51 Kilometer ostnordöstlich von Nantes am westlichen Rand des Départements Maine-et-Loire an der Grenze zum benachbarten Département Loire-Atlantique am rechten Ufer der Loire, die hier in einem breiten Tal von Ost nach West fließt. Die Île Meslet liegt mit ihrer östlichen Hälfte im Ortsgebiet.
Umgeben wird Le Fresne-sur-Loire von den Nachbargemeinden und anderen Ortsteilen der Commune nouvelle:
|                               | Loireauxence (Loire-Atlantique)             | Saint-Sigismond (Commune déléguée) |
| Montrelais (Loire-Atlantique) | Kompassrose, die auf Nachbargemeinden zeigt | Ingrandes (Ortsteil)               |
|                               | Mauges-sur-Loire                            |                                    |

## Geschichte
Die frühere Gemeinde wurde 1903 durch Herauslösung aus der Gemeinde Montrelais gegründet.

## Bevölkerungsentwicklung
| Le Fresne-sur-Loire: Einwohnerzahlen von 1906 bis 2021                                                                     | Le Fresne-sur-Loire: Einwohnerzahlen von 1906 bis 2021 | Le Fresne-sur-Loire: Einwohnerzahlen von 1906 bis 2021 | Le Fresne-sur-Loire: Einwohnerzahlen von 1906 bis 2021 | Le Fresne-sur-Loire: Einwohnerzahlen von 1906 bis 2021 |
| --- | ------------------------------------------------------ | ------------------------------------------------------ | ------------------------------------------------------ | ------------------------------------------------------ |
| Jahr |                                                        |                                                        |                                                        | Einwohner                                              |
| 1906 | 1906                                                   |                                                        | 772                                                    | 772                                                    |
| 1911 | 1911                                                   |                                                        | 724                                                    | 724                                                    |
| 1921 | 1921                                                   |                                                        | 660                                                    | 660                                                    |
| 1926 | 1926                                                   |                                                        | 680                                                    | 680                                                    |
| 1931 | 1931                                                   |                                                        | 696                                                    | 696                                                    |
| 1936 | 1936                                                   |                                                        | 706                                                    | 706                                                    |
| 1946 | 1946                                                   |                                                        | 687                                                    | 687                                                    |
| 1954 | 1954                                                   |                                                        | 649                                                    | 649                                                    |
| 1962 | 1962                                                   |                                                        | 632                                                    | 632                                                    |
| 1968 | 1968                                                   |                                                        | 785                                                    | 785                                                    |
| 1975 | 1975                                                   |                                                        | 804                                                    | 804                                                    |
| 1982 | 1982                                                   |                                                        | 794                                                    | 794                                                    |
| 1990 | 1990                                                   |                                                        | 734                                                    | 734                                                    |
| 1999 | 1999                                                   |                                                        | 700                                                    | 700                                                    |
| 2006 | 2006                                                   |                                                        | 879                                                    | 879                                                    |
| 2013 | 2013                                                   |                                                        | 977                                                    | 977                                                    |
| 2021 | 2021                                                   |                                                        | 991                                                    | 991                                                    |
| Quelle(n): EHESS/Cassini bis 1999, INSEE ab 2006 Anmerkung(en): Ab 1962 offizielle Zahlen ohne Einwohner mit Zweitwohnsitz |                                                        |                                                        |                                                        |                                                        |

## Sehenswürdigkeiten

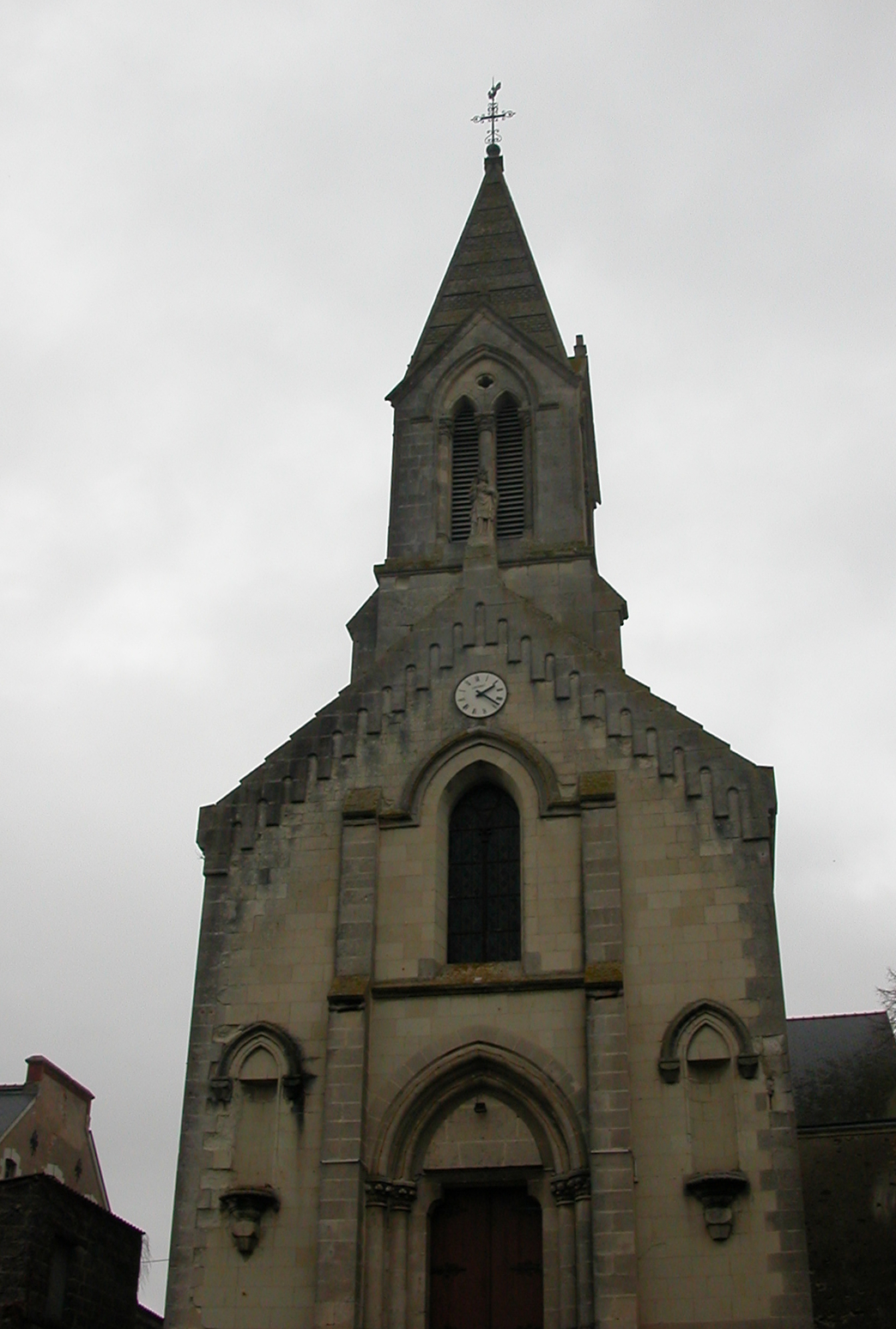
Kirche Notre-Dame
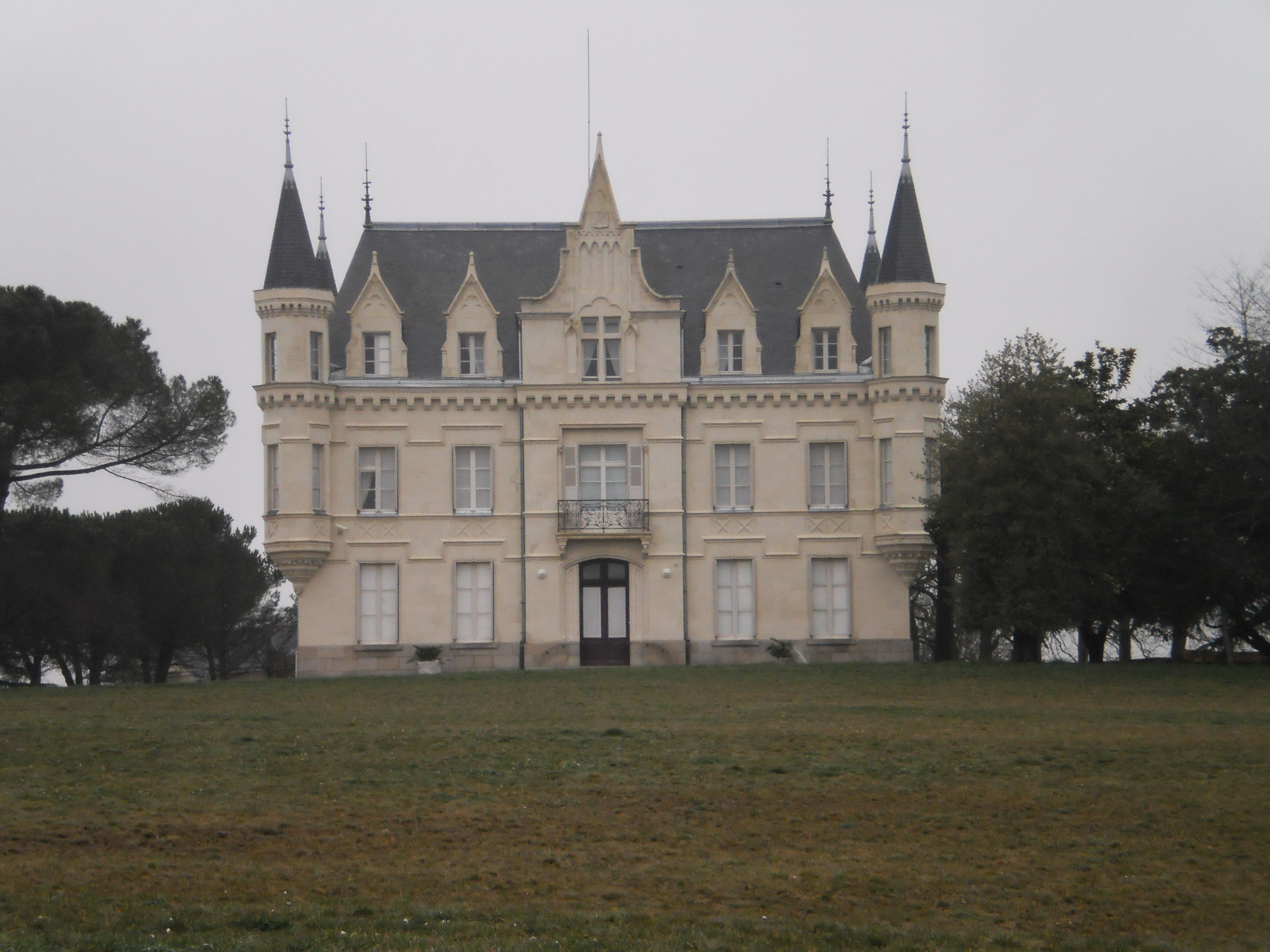
Schloss La Fresnaye aus dem Jahre 1878
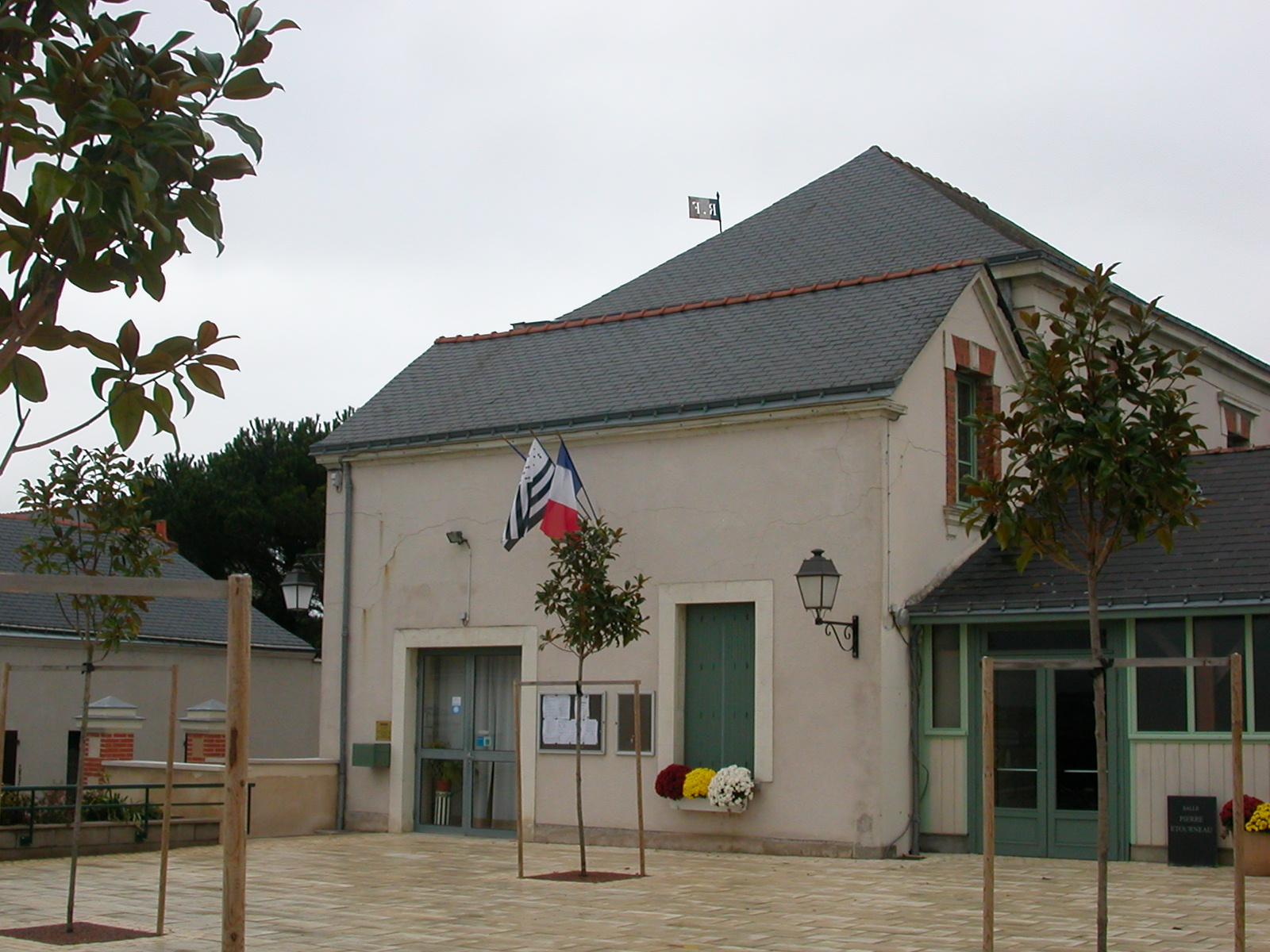
Ehemaliges Bürgermeisteramt

- Kirche Notre-Dame
- Schloss La Fresnaye
- Ehemaliges Bürgermeisteramt